# SC Tienen
SC Tienen was een Belgische voetbalclub uit Tienen. De club werd in 1939 opgericht en sloot in oktober 1941 aan bij de KBVB met stamnummer 3335.
In 1972 werd de club van de bondslijsten geschrapt.

## Geschiedenis
De club werd in april 1939 opgericht en sloot twee jaar later aan bij de KBVB.
Er werd in Derde Provinciale begonnen, wat in die tijd de laagste reeks was.
In de oorlogsjaren werden goede resultaten behaald en in het eerste seizoen na de Tweede Wereldoorlog (1945-1946) werd de club kampioen in Derde Provinciale F.
SC Tienen zou vier seizoenen in Tweede Provinciale spelen en kon in 1949-1950 beslag leggen op de tweede plaats.
Het volgende seizoen was veel minder en SC Tienen degradeerde naar Derde Provinciale.
De club zou tot 1967 onafgebroken op dat niveau spelen, maar in de jaren zestig eindigde men steevast in de onderste middenmoot.
Men eindigde dertiende en laatste in 1966-1967 en moest naar Vierde Provinciale. 
In Vierde Provinciale gleed de club steeds verder af en in de laatste drie seizoenen eindigde SC Tienen telkens als laatste in de klassering, in 1969-1970 en 1971-1972 werd geen enkele wedstrijd gewonnen.
In november 1972 werd de club van de bondslijsten geschrapt.